# Phytoptipalpus ceibae
Phytoptipalpus ceibae är en spindeldjursart som först beskrevs av De Leon 1962.  Phytoptipalpus ceibae ingår i släktet Phytoptipalpus och familjen Tenuipalpidae. Inga underarter finns listade i Catalogue of Life.